# Ансалта (река)
Ансалта — река в России, протекает по территории Республики Дагестан (Ботлихский район) и Чеченской Республики (Веденский район). Длина реки составляет 23 км. Площадь водосборного бассейна — 211 км².
Устье реки находится в 63 км по левому берегу реки Андийское Койсу. В 17 км от устья с левой стороны в Ансалту впадает река, также именуемая Ахкете (Ах-кетэ).

## Населённые пункты
В Чечне: Хой, Ихорой, Кулинхой, Макажой, Тундухой, Харкарой, Арсой. В Дагестане: Ансалта, Рахата, Ашино, Миарсо.

## Данные водного реестра
По данным государственного водного реестра России относится к Западно-Каспийскому бассейновому округу, водохозяйственный участок реки — Сулак от истока до Чиркейского гидроузла.
Код объекта в государственном водном реестре — 07030000112109300000568.